# Atténuation (génétique)
Pour les articles homonymes, voir Atténuation (homonymie).
L'atténuation (en génétique) est un mécanisme de régulation de l'expression des gènes présent en particulier chez les bactéries. L'atténuation consiste en une terminaison prématurée de la transcription, en amont des gènes de structure. Il n'y a alors pas de synthèse d'un ARN messager complet et donc pas d'expression.
L'atténuation est observée dans un certain nombre d'opérons bactériens codant des enzymes participant aux voies de biosynthèse de certains acides aminés.
L'atténuation implique un signal de terminaison précoce de la transcription situé dans la région 5'-non traduite de l'ARN, appelé atténuateur. Ce terminateur de transcription est conditionnel : selon les conditions métaboliques, l'atténuateur arrête l'ARN polymérase à ce point ou permet la poursuite de la transcription du gène de structure en aval et donc la synthèse de la protéine correspondante.
L'atténuation est un mécanisme qui a été observé chez toutes les Archées et les Bactéries. Ils sont souvent constitués de régions d'ARN qui peuvent se replier pour former des structures secondaires alternatives. L'une des formes permet la poursuite de la transcription et l'autre en déclenche l'arrêt prématuré. L'atténuation est un système de régulation qui permet une réponse sensible et rapide à des variations métaboliques. Il est couramment utilisé pour réprimer les gènes en présence de leur propre produit (ou d'un de ses sous-produits métaboliques).

## Découverte
L'atténuation a été observée la première fois dans les opérons responsables de la biosynthèse de l'histidine de Salmonella typhimurium, par T. Kasai, et dans l'opéron tryptophane de Escherichia coli par Charles Yanofsky.  

## L'opéron tryptophane

Mécanisme d'atténuation de la transcription de l'opéron trp.

## Autres opérons contrôlés par atténuation
La caractérisation de ce type de mécanisme de contrôle de l'expression dans les opérons his et trp a permis sa redécouverte dans une grande variété d'autres opérons biosynthétiques d'acides aminés. Par exemple:
| Opéron        | Peptide Leader                        | L'Article                                                           |
| ------------- | ------------------------------------- | ------------------------------------------------------------------- |
| Histidine     | MTRVQFKHHHHHHHPD stop                 | L'Histidine chef d'opéron                                           |
| Thréonine     | MKRISTTITTTITITTGNGAG stop            | La thréonine chef d'opéron                                          |
| Ilv (GEDA)    | MTALLRVISLVVISVVVIIIPPCGAALGRGKA stop |                                                                     |
| IlvB          | MTTSMLNAKLLPTAPSAAVVVVRVVVVVGNAP stop |                                                                     |
| Leucine       | MSHIVRFTGLLLLNAFIVRGRPVGGIQH stop     | La Leucine chef d'opéron/Lactis-leu-phe chef de file de l'ARN motif |
| Phénylalanine | MKHIPFFFAFFFTFP stop                  | Lactis-leu-phe chef de file de l'ARN motif                          |